# 하동 범왕리 푸조나무
하동 범왕리 푸조나무(河東 凡旺里 푸조나무)는 대한민국 경상남도 하동군 화개면 범왕리에 있는 푸조나무이다. 1993년 1월 8일 경상남도의 기념물 제123호로 지정되었다.

## 개요
푸조나무는 따뜻한 지방의 하천과 마을 부근에 많이 자란다. 곰솔, 팽나무와 함께 소금기 섞인 바닷바람에 잘 견디기 때문에 바닷바람을 막아주는 방풍림에 적당하다. 팽나무와 비슷해서 곳에 따라서는 개팽나무, 개평나무 또는 검팽나무라 불리기도 한다.
하동 범왕리 푸조나무의 나이는 500년 정도로 추정되며, 높이 25m 둘레가 6.25m이다. 최치원 선생이 신라말 혼탁한 세상을 등지고 지리산으로 들어가 더러워진 귀를 씻었다는 세이암(洗耳岩) 건너편에서 자라고 있다.
이 나무가 세이암 건너편에 자리하게 된 전설이 전해지는데, 최치원 선생이 지리산 신흥사로 들어갈 때 꽂아 두었던 지팡이에서 싹이 자란 나무라고 하며, 선생은 이 나무가 살아 있으면 나도 살았고 이 나무가 죽으면 나도 죽을 것이라고 말했다고 한다. 현재 이 나무는 마을에서 쉬어 갈 수 있는 정자나무의 구실을 하고 있다.

## 참고 자료
- 하동 범왕리 푸조나무 - 국가유산청 국가유산포털